# كوري وليامز
كوري وليامز (بالإنجليزية: Corey Williams)‏ هو لاعب كرة قدم أمريكية أمريكي، ولد في 17 أغسطس 1980 في كامدن في الولايات المتحدة.

## وصلات خارجية
- كوري وليامز على موقع مرجع كرة القدم المحترفة.كوم (الإنجليزية)